# Julie Lohre
Julie Lohre (Cincinnati, Ohio; 12 de septiembre de 1974) es una competidora de figura, modelo de fitness y escritora estadounidense. 

## Carrera
Es conocida en la industria del fitness por sus intensas y entretenidas rutinas gimnásticas. Es una de las pioneras de la industria del fitness en el entrenamiento personal online.
Ha alcanzado un alto nivel de éxito en la IFBB y ha quedado entre los cinco primeros en las principales competiciones del deporte del fitness, como el Fitness Olympia y el Arnold Classic.
También ha competido en los CrossFit Games, ha aparecido en el programa American Ninja Warrior de la NBC, ha sido una de las principales candidatas al puesto de entrenadora de The Biggest Loser, también emitido por NBC. Ha aparecido regularmente en revistas como Muscle & Fitness, Esquire, Oxygen, FLEX o GORGO Women's Fitness, entre otras.

### Historial competitivo
- 2003 - NPC Natural Northern USA's Figure - 1º puesto
- 2003 - NPC Indianapolis Figure - 1º puesto
- 2003 - NPC Cincinnati Figure - 2º puesto
- 2003 - NPC Northern Kentucky Figure - 1º puesto (Overall)
- 2004 - NPC USA's Fitness - 6º puesto
- 2004 - NPC Pittsburgh Fitness - 1º puesto (Overall)
- 2004 - NPC Pittsburgh Figure - 5º puesto
- 2004 - NPC Cincinnati Figure - 1º puesto (Overall)
- 2005 - IFBB Figure – Charlotte Pro - 10º puesto
- 2005 - IFBB Figure – Europa Super Show - 4º puesto[12]
- 2006 - IFBB Fitness – Palm Beach Pro - 3º puesto
- 2006 - IFBB Fitness – Atlantic City Pro - 4º puesto
- 2006 - IFBB Fitness – Europa Super Show - 7º puesto
- 2006 - IFBB Fitness – All Star Fitness - 5º puesto
- 2006 - IFBB Figure – Pittsburgh Pro - 12º puesto
- 2006 - IFBB Figure – San Francisco Pro - 8º puesto
- 2007 - IFBB Fitness – Palm Beach Pro - 2º puesto
- 2007 - IFBB Fitness Olympia - 8º puesto
- 2007 - IFBB Fitness – Atlantic City Pro - 3º puesto
- 2007 - IFBB All Star Fitness - 2º puesto
- 2007 - IFBB Europa Super Show - 4º puesto
- 2008 - IFBB Fitness International - 4º puesto